# Jürgen Rosenthal
Jürgen Rosenthal est un musicien allemand né le 28 juillet 1949 à Rosengarten, ex-batteur du groupe allemand de hard rock Scorpions.

## Scorpions
Il est membre du groupe Dawn Road en compagnie de Ulrich Roth et Francis Buchholz jusqu'en 1974, date à laquelle le groupe fusionne avec Scorpions.
Le nouveau line up des Scorpions ainsi créé est alors constitué de Rudolf Schenker et Klaus Meine et des trois membres de Dawn Road (Roth, Buccholz et Rosenthal).
Avec ce line up Scorpions va sortir un album, Fly to the Rainbow, en 1974. Rosenthal quitte le groupe la même année pour remplir son service militaire et est remplacé par Doobie Fechter, ce dernier ne fera que des spectacles avec le groupe, il sera plus tard remplacé par le belge Rudy Lenners.

## Eloy
Il fera plus tard partie du groupe allemand de rock progressif Eloy dont il a écrit les paroles de l'album Ocean.

## Discographie
- Scorpions - Fly to the Rainbow (1974)
- Eloy - Dawn (1976)
- Eloy - Ocean (1977)
- Eloy - Live (1978)
- Eloy - Silent Cries and Mighty Echoes (1979)
- Ego on the Rocks - Acid in Wounderland (1981)
- Echo Park - Echo Park (1988)